# Buena suerte... Hasta siempre
Buena Suerte... Hasta Siempre es el séptimo álbum de estudio de la banda uruguaya de rock, Buitres Después de la Una.

## Historia
El 12 de noviembre se lanza oficialmente el nuevo álbum de la banda: "Buena Suerte... Hasta Siempre". Este nuevo trabajo contiene catorce nuevos temas, uno de los cuales es una versión de "El instrumento" (W. Benavides - E. Darnauchans).  Jorge Villar, exmiembro de la banda pionera del heavy metal uruguayo "Alvacast", radicada en Canadá desde 1989 y disuelta a fines del 99, se incorpora a la banda para hacerse cargo de la batería. 

Se trabaja con varios cortes de difusión, especialmente "Buena suerte!" el que se coloca primero en los rankings de algunas F.M. locales. Este material es presentado en el Teatro de Verano de Montevideo el 17 del mismo mes con entradas agotadas y una sorprendente respuesta del público. 

## Lista de canciones
Todas las canciones compuestas por Gustavo Parodi, Gabriel Peluffo, José Rambao y Jorge Villar, excepto las indicadas
| N.º | Título                                           | Duración |  |
| 1.  | «Buena suerte!»                                  | 2:48     |  |
| 2.  | «El pan»                                         | 0:49     |  |
| 3.  | «La invitación»                                  | 3:39     |  |
| 4.  | «El instrumento (W. Benavides - E. Darnauchans)» | 3:14     |  |
| 5.  | «Carretera perdida»                              | 5:07     |  |
| 6.  | «Nunca más»                                      | 2:29     |  |
| 7.  | «Al oeste!»                                      | 2:18     |  |
| 8.  | «Un paso en el desierto»                         | 3:52     |  |
| 9.  | «A sangre fría»                                  | 4:42     |  |
| 10. | «El diablo»                                      | 2:49     |  |
| 11. | «Los besos no son amargos»                       | 3:30     |  |
| 12. | «Milonga rante»                                  | 5:07     |  |
| 13. | «Yo no voy a morir»                              | 4:30     |  |
| 14. | «No me conocen?»                                 | 5:11     |  |
| 15. | «Buitres»                                        | 6:02     |  |

## Créditos
Músicos
- Gustavo Parodi: guitarra y voz
- Gabriel Peluffo: voz y armónica
- José Rambao: bajo y voz
- Jorge Villar: batería y percusión

Músicos adicionales
- Javier De Pauli: Piano y teclados
- Laura Linder: Gaitas en "Buitres"

Producción
- Alejo Bussero: Técnico en Estudios "Sondor", Montevideo, Uruguay.
- Alejo Bussero: Técnico en Estudio "Mahave", Montevideo, Uruguay.
- Alejo Bussero y Mario Siperman: Masterización en Estudio "El Loto Azul", Provincia de Buenos Aires, Argentina.
- Alejo Bussero y BDDL1: Producción Artística
- Guillermo Peluffo: Arte de Tapa, booklet y CD.
- Santiago Guidotti: Armado